# 스페이스랩 (건축물)
스페이스랩(Space Lab)은 경기도 성남(복정동)에 위치한 어린이 우주과학 교육센터이며, 우주(space)와 연구실(laboratory)이 합쳐진 도심형 우주과학 교육센터이다. 월 1회 참가하여 창의 우주과학교육 진행된다.